# Colognac
Colognac là một xã trong tỉnh Gard thuộc vùng Occitanie, phía nam nước Pháp. Xã Colognac nằm ở khu vực có độ cao trung bình 569 mét trên mực nước biển.